# Wider Hans Worst
Wider Hans Worst ist eine Schrift Martin Luthers aus dem Jahre 1541 über seine Ekklesiologie (Lehre von der Kirche).

## Beschreibung
Es handelt sich bei dieser Schrift um ein Testament Luthers, in dem er seine Ansichten und sein Lebenswerk zusammenfasst. Wegen seiner drastischen Sprache, in der er seine Gegner beschimpft, wird das Werk sehr unterschiedlich rezipiert.
Das eigenhändige Manuskript Luthers zu dieser Schrift, das zusammen mit zwei weiteren Handschriften Luthers dem Kulturhistorischen Museum Magdeburg gehörte, wurde 1945 bei der Brandstiftung durch US-amerikanische Truppen am Salzbergwerk Neustaßfurt entwendet und wurde später dem Concordia Historical Institut in St. Louis, USA, einer Einrichtung der Lutheran Church – Missouri Synod zur Verwahrung übergeben. Von dort wurde es im Jahr 1996 an das Kulturhistorische Museum zurückgegeben.

## Inhalt
Martin Luther stellt sich in dieser Schrift gegen Herzog Heinrich von Braunschweig zu Wolfenbüttel, der 1541 Johann Friedrich I. von Sachsen, den Kurfürsten von Sachsen, „angegriffen und behauptet [hatte], sogar der Erzketzer aus Wittenberg nenne seinen Landesvater einen Hanswurst“.
Luther wehrt sich gegen den Vorwurf, seinen Landesherrn Johann Friedrich beleidigt zu haben, indem er ihn „Hans Worst“ genannt habe. Er wirft Heinrich II. vor, sich auf seine Kosten bekannt machen zu wollen, indem er Lügen verbreite. Außerdem lästere dieser gegen den Kurfürsten von Sachsen, indem er diesen als Ketzer beschimpfe.
Im Verlauf seiner Gegenrede schimpft Martin Luther selbst wortgewandt und teilweise in gehässiger Fäkalsprache gegen Heinrich und tätigt dabei einen Rundumschlag gegen die „Papisten“ und gegen den Ablassprediger Johann Tetzel. Er versucht dabei unter Zuhilfenahme vieler Bibelstellen die Gegner von der Falschheit ihres Glaubens zu überzeugen und stellt seine eigene Überzeugung systematisch dar. Er resümiert, wie es aus seiner eigenen Sicht zur Reformation gekommen war. Er sieht seine reformierte Kirche als die Fortführung der alten Kirche und spricht den Katholiken den wahren Glauben ab.
Er äußert dabei, dass er mehr auf die Qualität seiner Schriften als auf die Quantität achte, die seine Gegner seiner Meinung nach höher schätzten.